# Paisjusz (Czerkawski)
Paisjusz, nazwisko świeckie Czerkawski lub Czerchawski (zm. 1633) – prawosławny biskup chełmski.

## Życiorys
Przed 1621 Paisjusz pełnił funkcję przełożonego monasteru św. Mikołaja w Mielcach z godnością igumena. Chirotonię biskupią przyjął na początku 1621 w Żywotowie z rąk patriarchy jerozolimskiego Teofana III w czasie jego kilkumiesięcznego pobytu w Rzeczypospolitej, którego celem było odtworzenie prawosławnej hierarchii i niedopuszczenie do przyjęcia przez całą prawosławną społeczność kraju postanowień unii brzeskiej. Paisjusz nigdy nie objął de facto swoich obowiązków, gdyż eparchia chełmska formalnie przestała istnieć w 1596, gdy jej zwierzchnik Dionizy (Zbirujski) podpisał akt unii brzeskiej. Paisjusz usiłował zapobiec szerzeniu się unii na ziemi chełmskiej i lubelskiej; razem z lubelskim bractwem prawosławnym i prawosławnym metropolitą kijowskim Hiobem występował w trybunale lubelskim, broniąc praw prawosławnych do miejscowej cerkwi Przemienienia Pańskiego. Przebywał na stałe w głównym ośrodku dyzunitów w regionie – w monasterze św. Onufrego w Jabłecznej, pełniąc równocześnie obowiązki jego przełożonego, do śmierci w 1633.